# Vopá
Vopá war ein deutsches Pop-Duo aus Lüneburg. Die Mitglieder Carsten Pape, der bereits als Sänger der Gruppe Clowns & Helden erfolgreich war, und Kristian Vogelberg, der in der Band von Heinz Rudolf Kunze spielte und Auslandserfahrungen in Spanien, Frankreich, Südamerika und der Schweiz sammelte, veröffentlichten 1993 die Single Komm, wir reden über Sex. In den deutschen Charts stieg der Song im Sommer des Jahres auf Platz 68. Nachdem die zwei folgenden Singles keine Beachtung fanden, beendeten die beiden Musiker ihr gemeinsames Projekt.

## Diskografie
Alben
- 1994: Laut aber sensibel (Polydor)

Singles
- 1993: Komm, wir reden über Sex (Polydor)
- 1993: Nie zurück (Polydor)
- 1994: Ich liebe Frauen (Polydor)
- 1994: Laut aber sensibel (Polydor)